# Iglesia de Morong
La iglesia parroquial de San Jerónimo es un templo barroco del siglo XVII en Morong (provincia de Rizal, Filipinas). Erigida durante el período colonial español, a su alrededor se levantó el propio pueblo de Morong, fundado por Juan de Plasencia en 1578. La iglesia original se quemó en un incendio en 1612, y tres años más tarde fue reconstruida en piedra. Entre 1850 y 1853 pasó por una extensa renovación, que añadió la fachada de la torre del campanario que se conserva en la actualidad.

## Historia
El origen de la ciudad de Morong en 1578 se remonta al proceso de difusión del cristianismo de los franciscanos Juan de Plasencia y Diego de Oropesa. Se dedicaron a construir capillas (llamadas «visitas») adjuntas a un asentamiento más grande para permitir la administración religiosa y civil. Más adelante, este asentamiento se convirtió en Morong.
En 1586, un fraile llamado Blas de la Madre de Dios construyó una iglesia de madera en la orilla sur del río, pero fue incendiada junto con gran parte del pueblo en 1612. Después de tres años, se construyó una nueva iglesia de piedra y mortero en un terreno elevado en la orilla opuesta del río Morong, lo que aseguró su seguridad contra inundaciones e incendios. Medía 42 varas de largo por 12 varas de ancho (equivalente a 35.11 metros de largo por 10.03 de ancho), tenía una sola nave con un ábside semicircular, construida bajo la dirección de maestros artesanos chinos. Las dos estatuas de leones de piedra que hay en la entrada provienen de la intervención de estos trabajadores.
La iglesia había permanecido sin cambios sustanciales hasta 1850-53, cuando el párroco Máximo Rico encargó a Bartolomé Palatino, nativo de Paete, que renovara la fachada y construyera un campanario. El edificio tiene marcas de balas a raíz de las confrontaciones entre los miembros de Katipunan y las autoridades coloniales en el contexto de la Revolución filipina.

## Arquitectura

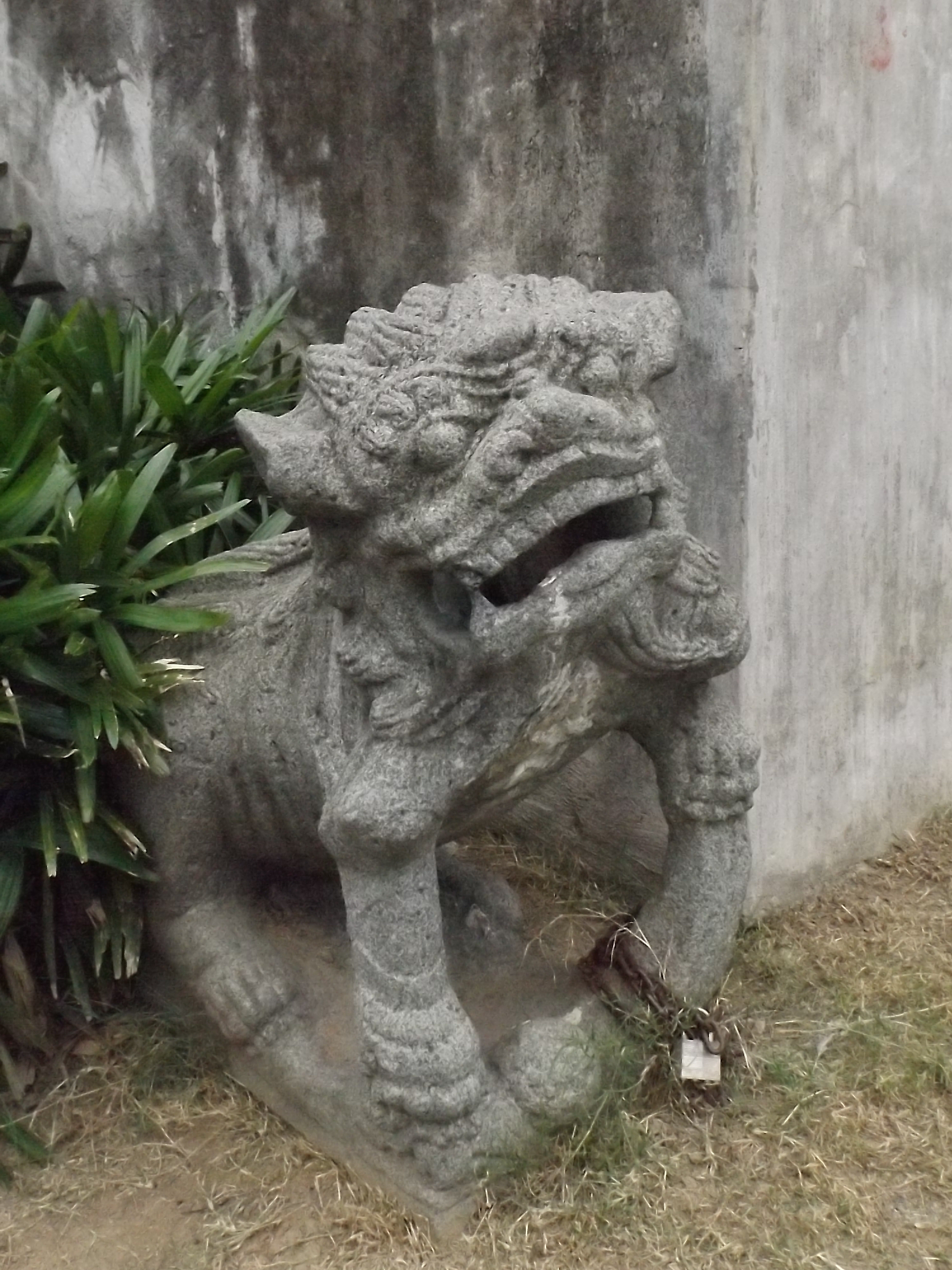
Uno de los dos leones de piedra que custodian la entrada de la iglesia.

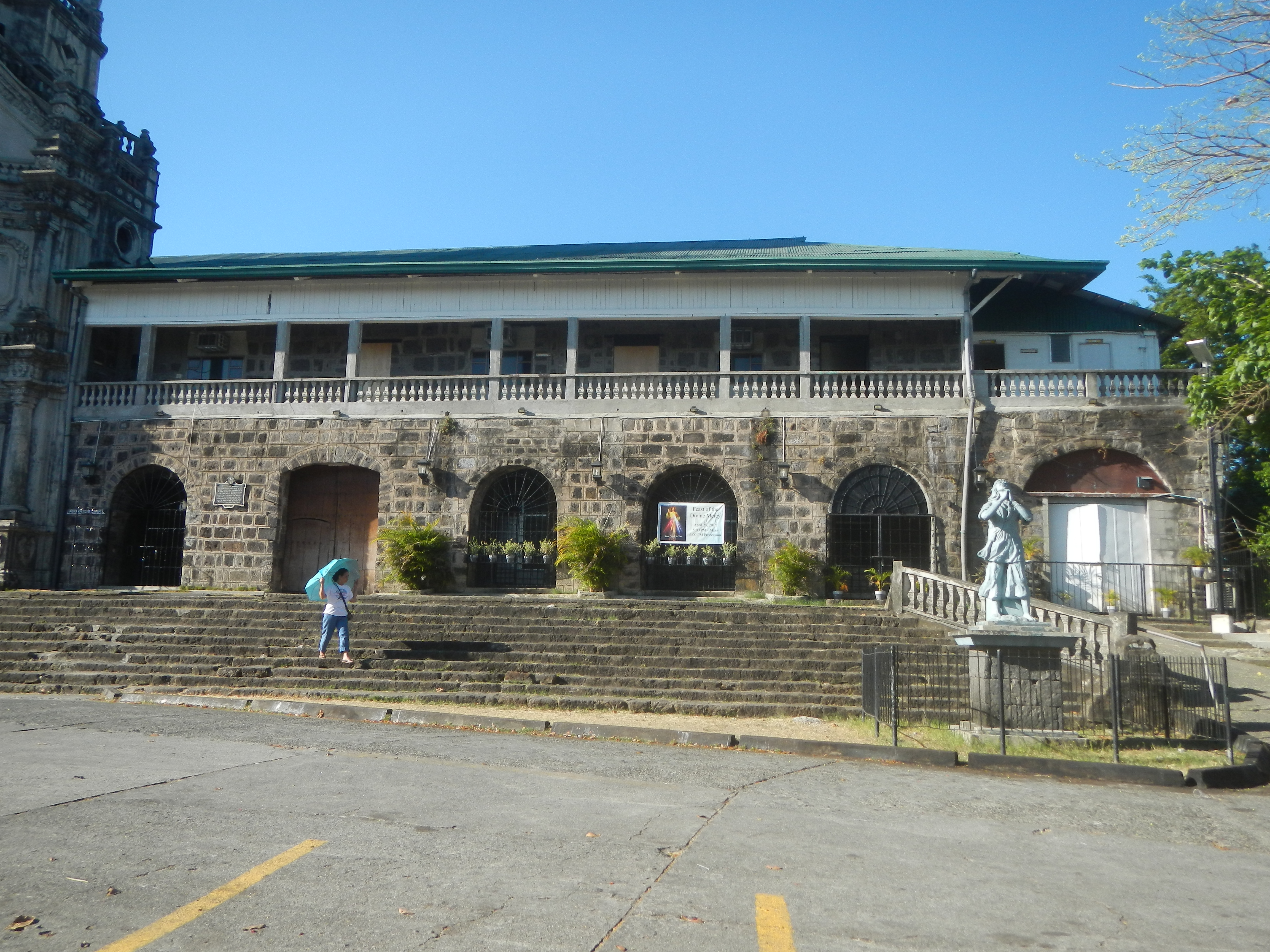
El lateral del edificio.

La fachada de la iglesia se caracteriza por su ornamentación y presenta tres plantas. La planta baja del campanario, de planta octogonal, incluye las puertas principales y está compuesta de cuatro columnas centrales y una en cada esquina, con base, fuste y capitel diferenciados. Sobre el arco de entrada está tallado el escudo de san Jerónimo. El segundo cuerpo presenta cuatro columnas dobles y un ventanal central, flanqueado también por dos pilastras. El tercero, de estructura similar, alberga una hornacina con la estatua de su patrón, y sobre esta hay un bajorrelieve del escudo franciscano. A sus lados hay una cornisa en ángulo con una balaustrada, de veinte centímetros de espesor. La bóveda de la espadaña contiene una campana en cada vano y otra en el centro, de metales fundidos en 1852.
Anteriormente el presbiterio era semicircular, pero en 1887 se sustituyó por una bóveda de crucería con una cúpula. Sus tres vertientes comparten dimensiones y son amplias. A causa de los frecuentes sismos, a la hora de construir la cúpula se empleó madera pero se techó con hierro galvanizado.